# Driencourt
Driencourt település Franciaországban, Somme megyében. Lakosainak száma 80 fő (2022. január 1.). Driencourt Aizecourt-le-Haut, Buire-Courcelles, Bussu és Templeux-la-Fosse községekkel határos.

## Népesség
A település népességének változása:
| Lakosok száma | 100  | 99   | 98   | 92   | 91   | 87   | 85   | 83   | 80   |
|               | 2013 | 2015 | 2016 | 2017 | 2018 | 2019 | 2020 | 2021 | 2022 |